# Sicília (tema)
El tema de Sicília (θέμα Σικελίας - Thema Sikelias en grec medieval) fou una província civil-militar (tema) de l'Imperi Romà d'Orient existent des del segle vii fins al segle x que comprenia l'illa de Sicília i la regió de Calàbria de la Itàlia continental. Es va crear entre els anys 687 i 695. A partir de la conquesta musulmana de Sicília (902), el tema quedà limitat a la regió de Calàbria malgrat mantenir-ne el nom fins a mitjan segle x.

## Història
Després de la presa de Palerm per Belisari i la conquesta total de l'illa a la guerra gòtica, Sicília va adquirir un estatus especial creat per Justinià I i va mantenir estretes relacions amb Constantinoble. El primer estrateg conegut de l'illa va ser Salventios, succeït per Teofilacte, que va arribar a Sicília entre el 698 i el 701. Procedent del cos dels eunucs imperials, també va ser el primer Paracemomen conegut. El 710, Teodor va ocupar el càrrec d'estrateg i va acabar amb una revolta a Ravenna. Després va ser nomenat exarca d'Itàlia. El 717, van arribar rumors de la presa de Constantinoble pels àrabs. Els sicilians, amb temor, van designar un cert Sergi com a pretendent del tron imperial, però aquest es va sotmetre ràpidament a l'autoritat de l'emperador i es va refugiar amb els llombards abans de l'arribada de les tropes encapçalades pel nou estrateg de l'illa, Pau de Ravenna. És possible que Sergi fos una altra vegada estrateg de Sicília el 731 i que en aquell moment lluités contra la política iconoclasta de Lleó III Isàuric. Igual que Teodor, Pau de Ravenna va ser nomenat exarca de Ravenna des del 723 fins al 726. Durant el seu mandat com a estrateg, Pau no va poder impedir una incursió musulmana el 720/721. Sergi va tornar a assumir el càrrec d'estrateg i, al seu cessament, es va nomenar logoteta Antíoc, cap a l'any 760. Ocupava un lloc rellevant a l'oficina d'Afers Exteriors de l'imperi i va ser enviat a Sicília en un moment en què les possessions a Itàlia de Constantinoble eren amenaçades pels longobards i pels francs.
Després de la caiguda de l'Exarcat de Ravenna, l'estrateg de Sicília va rebre la responsabilitat de supervisar la política imperial a Itàlia. El 763, sembla que va obtenir una important victòria contra una flota sarraïna procedent de l'Àfrica, però va fracassar en les negociacions amb els francs sobre quin havia de ser l'acord per decidir les respectives possessions a Itàlia. Segurament per aquesta raó, es va aliar amb l'estrateg del tema de Tràcia per enderrocar Constantí V Coprònim i preservar el seu càrrec a l'imperi. Aquesta rebel·lió del 766 és poc coneguda, però demostra la importància política de l'estrateg de Sicília. No va passar de ser un projecte, però li va permetre a Constantí V justificar l'arrest d'alts dignataris eclesiàstics iconòduls. Algunes fonts indiquen que Antíoc s'hauria quedat a Sicília fins a la dècada del 780. En aquell moment, Elpidi va ser nomenat governador de l'illa, el febrer de 781 per l'emperadriu Irene d'Atenes. La seva participació en una conspiració l'any 780 per donar suport a Nicèfor, fill de Constantí V contra l'emperadriu Irene, no es va conèixer fins a l'abril del 781, i va ser destituït del càrrec. Elpidi va intentar rebel·lar-se, però va ser derrotat el 782, va fugir amb els diners del tema i es va refugiar a l'Àfrica amb el duc de Calàbria, on va ser nomenat «emperador dels romans». En endavant, els estrategs del tema de Sicília es van dedicar sobretot a missions diplomàtiques amb els francs i a la recaptació d'impostos. El tema tenia pocs efectius militars, i Constantinoble veia més perillós per l'emperador l'avenç dels àrabs des d'Anatòlia i Síria que des d'Àfrica.
El tema tenia la capital a Siracusa, tradicionalment la principal ciutat de Sicília. Comprenia l'illa, que es dividia en districtes anomenats turmai, i també el ducat de Calàbria (δουκᾶτον Καλαυρίας, doukaton Kalavrias), que s'estenia aproximadament fins al riu Crati. A més, els estrategs de Sicília van exercir certa autoritat, que variava segons la facció política local dominant, sobre els ducats autònoms de Nàpols, Gaeta i Amalfi.
La conquesta musulmana de l'illa va començar el 826. Després de la caiguda de Siracusa el 878 i la conquesta de Taormina el 902, els estrategs es van traslladar a Rhegion, la capital de Calàbria. Durant la primera meitat del segle x, els romans d'Orient van llançar diverses expedicions fallides per recuperar l'illa i van aconseguir mantenir unes fortificacions aïllades prop de Messina fins al 965, quan va caure Rometta, l'última possessió de l'imperi. El tema com a tal va desaparèixer. El càrrec d'estrateg de Sicília es va mantenir com a títol oficial fins a mitjans del segle x, quan els estrategs de Calàbria comencen a aparèixer a les llistes amb aquest títol.